# Заднее (озеро, Поставский район)
За́днее (Голбея Южная; бел. За́дняе, Галбея Паўднёвая) — озеро в Поставском районе Витебской области Белоруссии. Через озеро протекает река Голбица.

## Описание
Озеро Заднее (Голбея Южная) находится приблизительно в 25 км к северо-востоку от города Поставы. На северо-западном берегу водоёма располагается деревня Гута. Высота водного зеркала над уровнем моря — 124 м.
Площадь поверхности озера составляет 0,36 км², длина — 1,6 км, наибольшая ширина — 0,44 км. Длина береговой линии — 4,62 км. Наибольшая глубина — 10,4 м, средняя — 4,1 м. Объём воды в озере — 1,64 млн м³.
Котловина лощинного типа, вытянутая с северо-запада на юго-восток. Склоны высотой до 6 м, пологие, на западе и северо-востоке распаханные, на юго-западе покрытые лесом. Береговая линия извилистая. Берега преимущественно низкие, песчаные, поросшие кустарником. Восточный берег возвышенный. Мелководье узкое, песчаное. На глубине дно илистое.
Через юго-восточную оконечность водоёма протекает река Голбица, выше по течению которой находится озеро Голбея. На северо-западе впадает малая река Амшара.
В озере обитают лещ, щука, плотва, линь, краснопёрка, окунь и другие виды рыб.